# NGC 4764
NGC 4764 (również PGC 43760 lub HCG 62D) – galaktyka eliptyczna (E2), znajdująca się w gwiazdozbiorze Panny. Odkrył ją Wilhelm Tempel w marcu 1882 roku. Wraz z sąsiednimi galaktykami NGC 4776, NGC 4778 i NGC 4761 należy do zwartej grupy Hickson 62 (HCG 62).
W bazie SIMBAD pod nazwą NGC 4764 błędnie skatalogowano galaktykę PGC 43768, której prawidłowa nazwa to NGC 4761.